# Fångarna i Altona
Fångarna i Altona (italienska: I sequestrati di Altona) är en fransk-italiensk dramafilm från 1962 i regi av Vittorio De Sica.
Filmen är baserad på Jean-Paul Sartres pjäs med samma namn.

## Utmärkelser
De Sica vann David di Donatello-priset för bästa regi 1963.

## Rollista i urval
- Sophia Loren - Johanna von Gerlach
- Maximilian Schell - Franz von Gerlach
- Fredric March - Albrecht von Gerlach
- Robert Wagner - Werner von Gerlach
- Françoise Prévost - Leni von Gerlach
- Gabriele Tinti - skådespelare
- Ekkehard Schall - skådespelare
- Tonino Cianci - en kvinna